# カルナリ州
カルナリ州（カルナリしゅう、ネパール語: कर्णाली प्रदेश カルナリ・プラデーシュ、英語: Karnali Province）は、ネパール北西部の州。憲法改正により2015年9月20日に設置された。2018年2月に暫定名称であった第六州（英語: Province No. 6）より改名された。
州都はビレンドラナガル。
2021年7月1日の人口は約169万人で、7州中最小である。
一方、面積は30,213km2で、7州中最大である。
人口密度は56人/km2。
2015年9月20日の新憲法によって設置された。

## 人口
- 1981年6月22日：93万人
- 1991年6月22日：109万2000人
- 2001年5月28日：131万9000人
- 2011年6月22日：158万2000人
- 2021年11月11日：169万5000人

## 隣接州
- 北： チベット自治区
- 東： ガンダキ州
- 南： ルンビニ州
- 西： スドゥパシュチム州

## 行政区画
以下の10郡から成る。
- カリコート郡
- サリャーン郡
- ジャージャルコート郡
- ジュムラ郡
- スルケート郡
- 西部ルクム郡（英語版）
- ダイレク郡
- ドルパ郡
- フムラ郡（英語版）
- ムグ郡（英語版）

## 主要都市
人口は2011年6月22日の値。
- ビレンドラナガル：5万2137人(州都)

## 交通
- シミコート空港（英語版）
- ジュムラ空港（英語版）
- スルケート空港（英語版）
- タルチャ空港（英語版）
- チャウルジャハリ空港（英語版）
- ドルパ空港（英語版）

## 観光地
- カルナリ川（ガーグラー川）
- シェイ・フォクスンド国立公園（英語版）
- フォクスンド湖（英語版）
- ララ国立公園（英語版）
- ララ湖（英語版）